# Marchesato di Provenza
Il marchesato di Provenza, da non confondersi con la Contea di Provenza, fu una signoria, sorta, verso la fine del X secolo, nell'ambito del regno di Arles, che si trovava nella parte occidentale della Provenza e si estendeva, a nord di Avignone (inclusa nel marchesato), sulla riva sinistra del Rodano sino a dove l'Isère si getta nel Rodano.

## Storia del marchesato di Provenza
Il re di Arles o delle due Borgogne, Corrado il Pacifico, assegnò alcuni feudi della Provenza a Bosone II, figlio di Rotboldo I di Provenza, considerato il capostipitite della casa di Provenza.
Nel 968, i figli di Bosone, Guglielmo I di Provenza e il fratello, Rotboldo II di Provenza gli subentrarono rispettivamente nel titolo di conte di Avignone, Guglielmo ed in quello di conte di Arles, Rotboldo; si divisero i feudi ed assieme assunsero il titolo di conte di Provenza.
Nel 972, Guglielmo I e Rotboldo II si misero alla testa di una coalizione di nobili provenzali per cacciare definitivamente i Saraceni dal sud della Provenza e, nel corso del 973, con l'apporto delle truppe del marchese di Torino, Arduino il Glabro a Tourtour, ottennero una schiacciante vittoria, che permise di conquistare la fortezza di Frassineto (oggi identificata con La Garde-Freinet) e di liberare la Provenza dalla presenza dei Saraceni.
Questa vittoria, ottenuta senza l'aiuto del suo signore, il re di Arles, Corrado il Pacifico, permise loro di avere il controllo effettivo sulla Provenza e di distribuire le terre riconquistate ai propri vassalli.
A seguito di questi avvenimenti, Guglielmo I assunse anche il titolo di marchese di Provenza, come risulta da un documento del 979, la donazione nº 1042 del Cartoulaire de l'abbaye de Saint-Victor de Marseille, tome II, fatta all'abbazia stessa, in cui Guglielmo si definisce marchese (anno da cui si data la costituzione del marchesato di Provenza), viene controfirmata anche dalla moglie, la contessa Arsinda, che fu redatta ad Arles, dove Guglielmo aveva trasferito la sua capitale. Il titolo di marchese era un puro titolo onorifico, ma non corrispondeva ad una signoria elevata allo stato di marchesato.
Dopo la morte di Guglielmo I, il 29 agosto 993, il fratello Rotboldo II, assunse il titolo di marchese e governò la contea assieme al figlio di Guglielmo I, Guglielmo II di Provenza.
I discendenti di Guglielmo e di Rotboldo, pur mantenendo i titoli di conte e di marchese si erano divisi i territori di pertinenza; quello che poi sarà ufficialmente riconosciuto come marchesato fu governato dai discendenti di Rotboldo.
Nel 1037, alla morte del marchese di Provenza, Guglielmo III, senza eredi, la sorella, Emma, secondo le Notes sur l'Histoire Générale de Languedoc, tome IV, prima parte, gli subentrò nel titolo di marchesa di Provenza. Emma che, verso la fine del secolo precedente aveva sposato il conte di Tolosa, Guglielmo III Tagliaferro (970-1037 trasmise il marchesato ai discendenti della famiglia di Rouergue, già conti di Tolosa, che lottarono coi discendenti bosonidi che governavano la contea di Provenza, riuscendo a imporsi nel marchesato con Raimondo di Saint-Gilles, nel 1093.

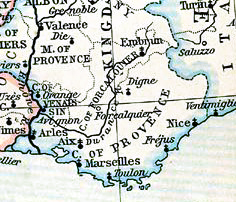
Divisione della Provenza tra contea e marchesato di Provenza e contea di Forcalquier, nel 1184

Nel 1113, la Contessa di Provenza, Dolce I, concesse il titolo ed il governo della contea al marito, il conte Raimondo Berengario III di Barcellona, della casa di Barcellona, che iniziò un conflitto con i conti di Tolosa per il possesso del marchesato. Il conflitto terminò nel 1125, con un trattato tra Raimondo Berengario III di Barcellona e Alfonso Giordano di Tolosa, che sancì che il marchesato fosse assegnato ai conti di Tolosa, mentre la contea fu assegnata ai conti di Barcellona
Il marchesato di Provenza si scisse in tre principali feudi:
- La piccola contea di Provenza poi conosciuta come Contado Venassino: contea nella parte sud del marchesato, in seguito detta Contado Venassino, nome assunto definitivamente nel 1274, quando il re di Francia, Filippo l'Ardito, lo concesse a Papa Gregorio X.
- Il Principato di Orange: una contea che nel 1181, divenne un principato autonomo.
- La contea di Valence (ovvero la contea e poi ducato di Valentinois e Die): contea - vassalla sino al 1189.